# 今尾秋葉神社
今尾秋葉神社（いまおあきばじんじゃ）は、岐阜県海津市にある神社。日本全国に点在する神社本庁傘下だけで約400社ある、秋葉神社の一つである。日本三大左義長として、毎年NHKで報道される、豪壮な火祭り左義長 が繰り広げられる神社である。

## 概要
祭神は神仏習合の火防（ひよけ）・火伏せの神として広く信仰された秋葉大権現（あきはだいごんげん、現在の遠州秋葉山秋葉山本宮秋葉神社別当常安寺の二大霊山を起源とする）である。1614年に初代尾張藩主が今尾神社を創建した頃から、今尾左義長は行われたと伝えられる。

## 歴史
一般に秋葉大権現信仰は徳川綱吉の治世以降に全国に広まったとされているが、今尾秋葉神社(今尾神社の御旅所)が、創建されたのは、現存する記録では明和4年（1767年）である。

## 行事
- 左義長 - （2月第2日曜日）に行われる

今尾の左義長では、後述のとおり13ある町内会、祭礼より数日前に各町内会氏子組毎に村々を回って1,000本以上の竹をもらい集めて、各町内の交通を遮断したうえで、大きな竹神輿が、造られる。 祭り当日に、宮司以下参列者は御旅所の秋葉神社へ移り、同時に各町内から、今尾秋葉神社の広場に各氏子に「ヨイショ、ヨイショ」の掛け声で周囲約7m、重さ約2tの竹神輿が、担がれて運ばれて氏子が点火する火祭りである。朝から始まって、最後の竹神輿が、到着するころには、暗くなる。
- 材木町
- 上本町
- 中町
- 本町
- 東本町
- 寺町
- 船町
- 船渡
- 新町
- 万町
- 郭内
- 俵町
- 昭和町

## 秋葉神社に関することわざ
秋葉山から火事（あきばさんからかじ）は、人を戒める立場の者が自分の戒めた過ちを犯してしまうこと。

## 立地
所在地
- 岐阜県海津市平田町今尾

交通アクセス
- 最寄バス停：名阪近鉄バス海津線 バス停「今尾」下車1分